# Vera Lúcia Couto dos Santos
Vera Lúcia Couto dos Santos foi a primeira negra a participar e ganhar um concurso de beleza nos anos 60. Vera venceu o Miss Estado de Guanabara em 1964 representando o Renascença Clube, até hoje existente no bairro do Andaraí, no Rio de Janeiro. Na época ela tinha dezoito anos e 1.68 de altura, considerado medidas boas para o padrão do concurso.  

## Concursos
Miss Estado da Guanabara
- Vera foi a primeira negra a competir e ganhar o Miss Guanabara, famoso na época por sempre levar candidatas fortíssimas para o Miss Brasil. Ela representou o Renascença Clube, que ela frequentava desde menor. Foi convidada pela diretora do local, porém negou dois dias seguidos, no terceiro acabou aceitando, mesmo com medo das despesas que isso iria acarretar. Com as despesas do concurso, seu pai acabaria não lhe dando o que ela mais queria, um carro, mais precisamente um Gordini. Ganhando o estadual, Vera foi disputar o nacional. [3]

Miss Brasil
- O título lhe trouxe muita visibilidade, tanto para a sociedade carioca como a paulista. Com a popularidade de ser a primeira mulata a pisar no auditório do Miss Brasil daquele ano, ficou na segunda colocação do concurso. Segundo a própria miss, era a única que conseguia realizar um pivô completo (uma volta de 360º no próprio corpo durante o desfile). Devido a uma dispersão durante o concurso, (Vera sofreu preconceito por parte de alguns presentes) ela acabou passando direto pelos jurados, o que talvez tenha lhe custado alguns pontos importantes na somatória total.

Miss Beleza Internacional
- No terceiro maior concurso de beleza do planeta da época, a mulata carioca conseguiu obter a terceira colocação. A segunda melhor colocação obtida pelo país depois de sua entrada na competição, em 1960. Vera disputou esse concurso depois ter conseguido ficar em segundo lugar no Miss Brasil 1964. Ainda durante o certame realizado em Long Beach, nos Estados Unidos, a bela conseguiu o único prêmio de Miss Fotogenia conquistado pelo Brasil na competição.

## Marchinha
- O cantor e compositor João Roberto Kelly, participou daquela edição do Miss Brasil e declarou: "Eu vi aquela moça sofisticada, bonita, e aí me deu a ideia de fazer uma marchinha para ela". João Roberto ficou tão impressionado com Vera Lúcia que criou uma das mais famosas marchinhas de carnaval até então, a Mulata Bossa Nova, que logicamente faz referência à Vera. [4]

## Atualmente
- Já na velhice, Vera trabalhou 35 anos na Rio Tur, conseguindo cargos importantes dentro da empresa. Hoje ela trabalha no concurso de bandas para os bailes carnavalescos da região. Mora atualmente em Niterói, interior do Rio de Janeiro.

## Ligações Externas
- Candidatas ao Miss Brasil 1964
- Notícia sobre os 50 anos do Miss Brasil
- O Cruzeiro - Edição de 17 de outubro de 1964